# Lagoú (Lassithi)
Lagoú, en grec moderne : Λαγού est un village du plateau du Lassíthi, en Crète, en Grèce. Selon le recensement de 2011, la population de Lagoú compte 46 habitants. Il est situé à une altitude de 830 m, à une distance de 46 km d'Ágios Nikólaos et 57 km de Héraklion.

## Recensements de la population
| Recensements | 1900 | 1920 | 1928 | 1940 | 1951 | 1961 | 1971 | 1981 | 1991 | 2001 | 2011 |
| ------------ | ---- | ---- | ---- | ---- | ---- | ---- | ---- | ---- | ---- | ---- | ---- |
| Population   | 96   | 119  | 158  | 167  | 197  | 189  | 135  | 104  | -    | 77   | 46   |